# Frenchtown (Montana)
Frenchtown es un lugar designado por el censo ubicado en el condado de Missoula en el estado estadounidense de Montana. En el Censo de 2010 tenía una población de 1825 habitantes y una densidad poblacional de 103,99 personas por km².

## Geografía
Frenchtown se encuentra ubicado en las coordenadas 47°1′40″N 114°14′54″O / 47.02778, -114.24833. Según la Oficina del Censo de los Estados Unidos, Frenchtown tiene una superficie total de 17.55 km², de la cual 17.45 km² corresponden a tierra firme y (0.59%) 0.1 km² es agua.

## Demografía
Según el censo de 2010, había 1825 personas residiendo en Frenchtown. La densidad de población era de 103,99 hab./km². De los 1825 habitantes, Frenchtown estaba compuesto por el 95.01% blancos, el 0.11% eran afroamericanos, el 1.48% eran amerindios, el 0.49% eran asiáticos, el 0.05% eran isleños del Pacífico, el 0.16% eran de otras razas y el 2.68% pertenecían a dos o más razas. Del total de la población el 2.36% eran hispanos o latinos de cualquier raza.